# Datation relative
La datation relative regroupe l'ensemble des méthodes de datation permettant d'ordonner chronologiquement des événements géologiques ou biologiques, les uns par rapport aux autres. Elle vient en complément ou opposition à une datation absolue.

## Les principes géométriques
La succession des phénomènes géologiques entraîne des modifications des roches et des paysages qui peuvent échapper à l'observation directe. Néanmoins, l'ensemble rocheux en conserve des traces qu'il est possible d'interpréter, en partant du principe que les lois physico-chimiques n'ont pas changé (principe d'actualisme). Cette reconstitution repose sur quatre principes issus de la stratigraphie.

### Le principe de superposition

Ici, la strate 1 est située sous la strate 2 et est donc plus âgée. De même, 2 est plus ancienne que 3.

Le principe de superposition peut s'énoncer ainsi : une couche de roches sédimentaires est plus récente que celle qu'elle recouvre et est plus ancienne que celle qui la recouvre.
Une strate est un ensemble sédimentaire ou volcanique délimité par deux surfaces plus ou moins parallèles qui correspondent à des discontinuités ou à des changements de composition.
Avant d'appliquer ce principe, les géologues doivent rechercher si l'empilement des strates a été modifié par un accident tectonique (notamment grâce aux critères de polarité paléomagnétique).

### Le principe de recoupement

Ici, la faille F affecte les strates 1 et 2 mais pas la strate 3. Elle est donc plus récente que 2 mais plus ancienne que 3.

Un événement (intrusion magmatique, faille, plissement, discordance, érosion) qui provoque un changement dans la géométrie des roches est postérieur à la dernière strate qu'il affecte et antérieur à la première strate non affectée.
Tout événement géologique qui en recoupe un autre lui est postérieur.
Lorsque des couches horizontales reposent sur des couches plissées, on a une zone de contact anormale entre ces deux ensembles : on parle de discordance angulaire. Cela indique qu'il y a eu plissement puis érosion.
Observation des mouvements tectoniques de pli et de chevauchement.[pas clair]

### Le principe de continuité
Bien que la base d'une strate soit plus âgée que son sommet, on considère qu'elle a le même âge sur toute son étendue même si sa composition change.

### Le principe d'inclusion
Les morceaux de roche inclus dans une autre couche sont plus anciens que leur contenant.Toute inclusion est plus ancienne que la structure qui l'entoure

## Le principe d'identité paléontologique
En fonction des fossiles contenus dans une strate, et en faisant référence à une série sédimentaire choisie et datée, on peut déterminer l'âge relatif d'une strate ou d'une roche. On définit ainsi une biozone (un intervalle de temps pendant lequel plusieurs espèces vécurent ensemble).
Les espèces d'ammonites s'étant renouvelées très rapidement, elles ont eu une durée de vie très courte. Par contre, elles occupent un vaste territoire géographique. Grâce à ces caractéristiques, les ammonites permettent une datation relative de terrains sédimentaires même à de très grandes distances. Un fossile stratigraphique est un fossile ayant une durée de vie relativement brève mais une vaste répartition géographique (ex: Cleistopora geometrica). Il permet ainsi une datation relative de terrains très distants et n'ayant pas forcément la même composition grâce au principe suivant : deux terrains présentant les mêmes fossiles stratigraphiques sont du même âge.